# Minh Tân, Phú Xuyên
Minh Tân là một xã thuộc huyện Phú Xuyên, thành phố Hà Nội, Việt Nam.
Xã Minh Tân có diện tích 8,23 km², dân số năm 1999 là 11679 người, mật độ dân số đạt 1419 người/km².